# Теорія залізо-сірчаного світу
Теорія залізо-сірчаного світу — гіпотеза зародження життя на поверхні мінералів сульфідів заліза, розроблена німецьким хіміком і патентознавцем Ґюнтером Вехтерсгейзером.
На думку Вехтерсгейзера найпростіша форма життя, яку він назвав організмами-піонерами, з'явилася у вулканічних гідротермальних потоках в умовах високого тиску й високої температури (понад 100 °C). Ця форма життя використовувала каталітичні центри на основі перехідних металів, здебільшого Феруму й Нікелю, але можливо, також, й інших: Кобальту, Мангану, Цинку. Центри каталізували шляхи фіксації Карбону, завдяки чому утворювалися невеликі неполімерні органічні сполуки, матеріалом для яких були гази: чадний газ, вуглекислий газ, синильна кислота та сірководень. Ці огранічні сполуки затримувалися на поверхні мінералів як ліганди центрів перехідних металів, забезпечуючи «поверхневий метаболізм». За гіпотезою Вехтерсгейзера каталітичні центри з приєднаними лігандами ставали автокаталітичними. Так формувався примітивний метаболічний цикл, аналогічний за функціями циклу трикарбонових кислот, але залежний від Сульфуру. Надалі, після того, як такий цикл встановився, він почав розвиватися із утворенням складніших сполук, які забезпечували нові шляхи каталітичних реакцій.

## Гідротермальні джерела
За гіпотезою залізо-сірчаного світу гідротермальні джерела — сприятливе місце для зародження життя, оскільки це сильно термодинамічно нерівноважні системи, в яких завдяки виходу газів, високій температурі й великим її градієнтам, створюються умови для хімічних реакцій, малоймовірних у звичайних умовах. Зокрема, серед таких реакцій можуть бути реакції фіксації Карбону - утворення органічних сполук. Карбон поступає із вулканічних викидів у вигляді моно- або диоксиду. Водночас, вулканічні викиди містять також сірководень, який реагує із іонами Феруму у гарячій воді з утворенням сульфідів заліза. Хімічні елементи Ферум та Сульфур можуть об'єднуватися різним чином, утворюючи багато локальних комбінацій, в яких вони по різному координовані. За гіпотезою Вехтерсгейзера деякі з цих комбінацій можуть бути каталітичними центрами для реакції фіксації Карбону. 
Непрямим підтвердженням цьому є той факт, що поблизу сучасних гарячих підводних джерел вирує життя, багате екстремофільними організмами. 

## Виноски
1. ↑  Wächtershäuser, Günter (1 грудня 1988). Before enzymes and templates: theory of surface metabolism. Microbiol. Mol. Biol. Rev. 52 (4): 452—484. PMC 373159. PMID 3070320. Архів оригіналу за 27 вересня 2011. Процитовано 2 травня 2009.
2. ↑  Wächtershäuser, G (1990-01). Evolution of the first metabolic cycles. Proceedings of the National Academy of Sciences of the United States of America. 87 (1): 200—204. doi:10.1073/pnas.87.1.200. PMC 53229. PMID 2296579. Архів оригіналу за 3 січня 2018. Процитовано 2 травня 2009.
3. ↑  Günter Wächtershäuser, G (1992). Groundworks for an evolutionary biochemistry: The iron-sulphur world. Progress in Biophysics and Molecular Biology. 58 (2): 85—201. doi:10.1016/0079-6107(92)90022-X. PMID 1509092. Процитовано 2 травня 2009.
4. ↑  Günter Wächtershäuser, G (2006). From volcanic origins of chemoautotrophic life to Bacteria, Archaea and Eukarya. Philosophical Transactions of the Royal Society B: Biological Sciences. 361 (1474): 1787—1808. doi:10.1098/rstb.2006.1904. PMC 1664677. PMID 17008219. Архів оригіналу за 13 березня 2016. Процитовано 11 липня 2011.
5. ↑  Wächtershäuser, Günter (2007). On the Chemistry and Evolution of the Pioneer Organism. Chemistry & Biodiversity. 4 (4): 584—602. doi:10.1002/cbdv.200790052. PMID 17443873. {{cite journal}}: |access-date= вимагає |url= (довідка)